# Kör

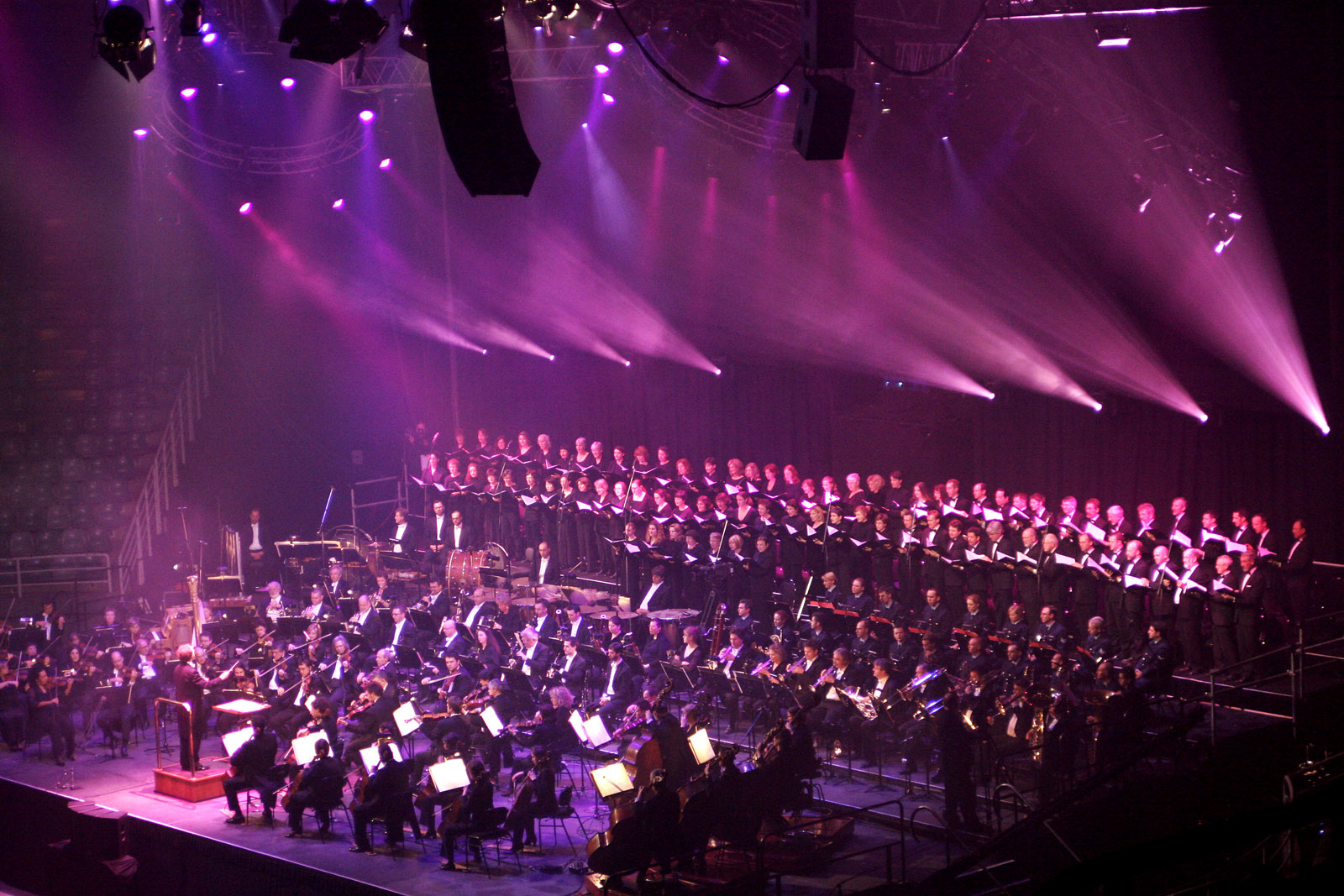
En kör med orkester i Melbourne

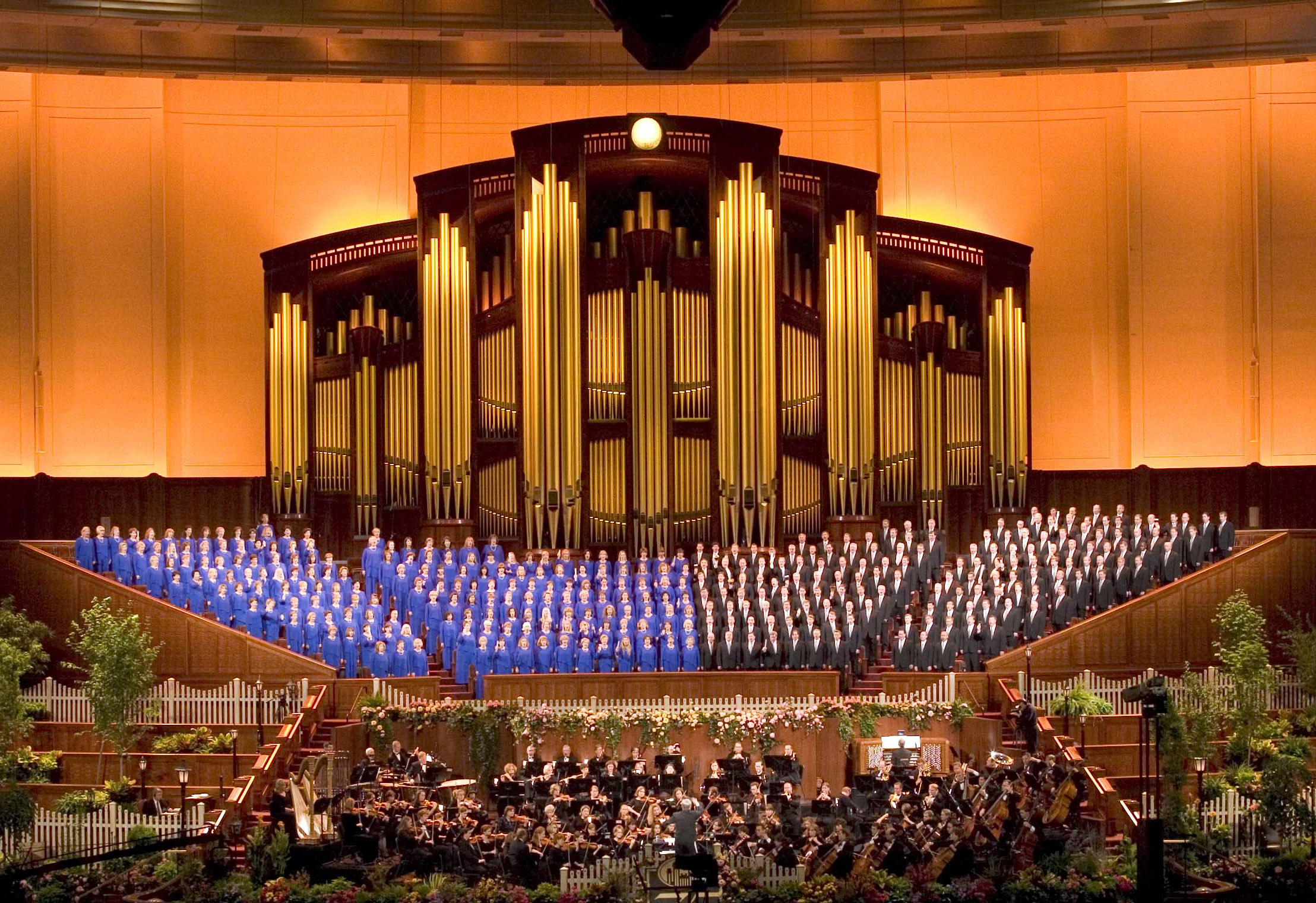
Mormon Tabernacle Choir i Salt Lake Citys konferenscenter.

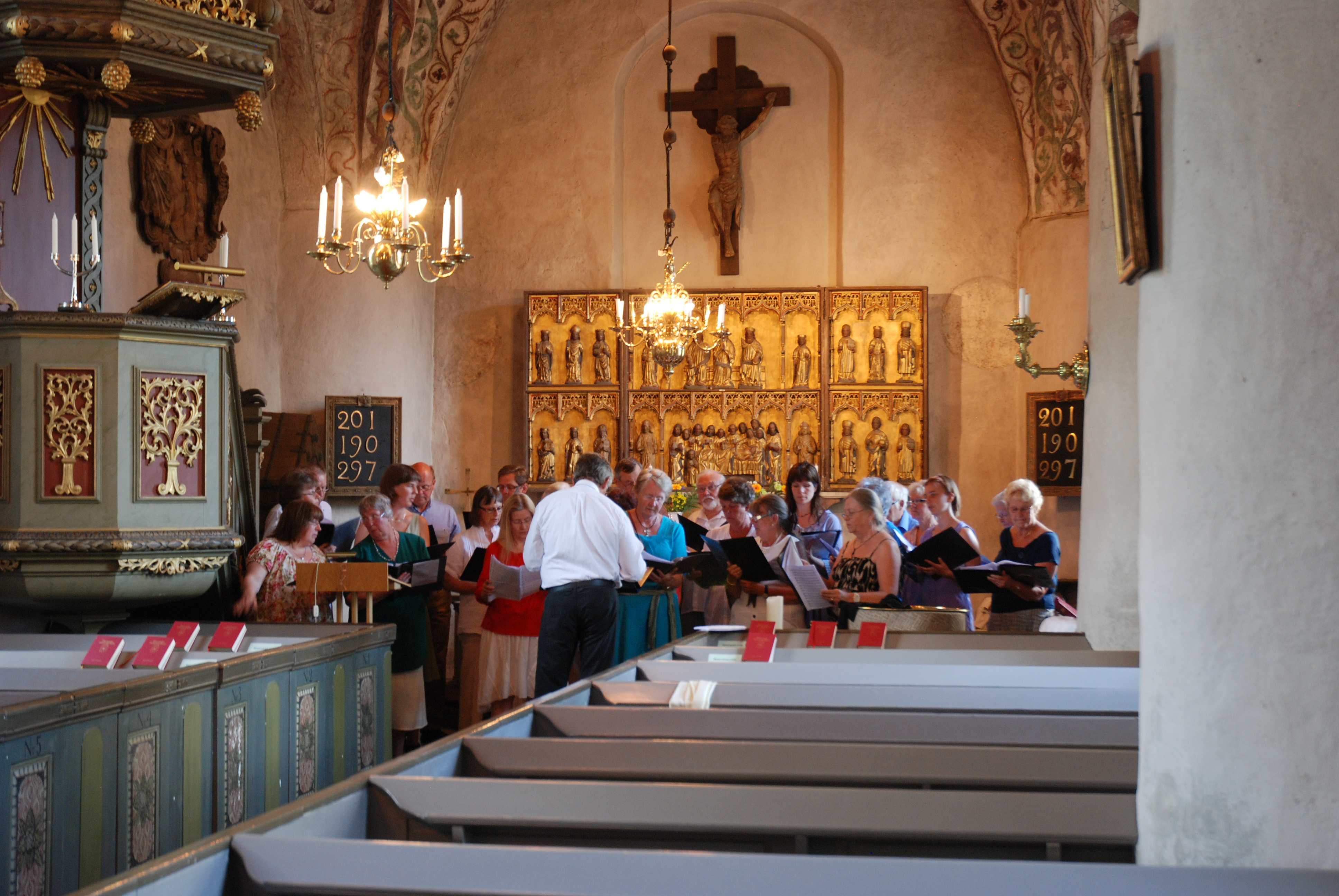
Lagga kyrkokör repeterar

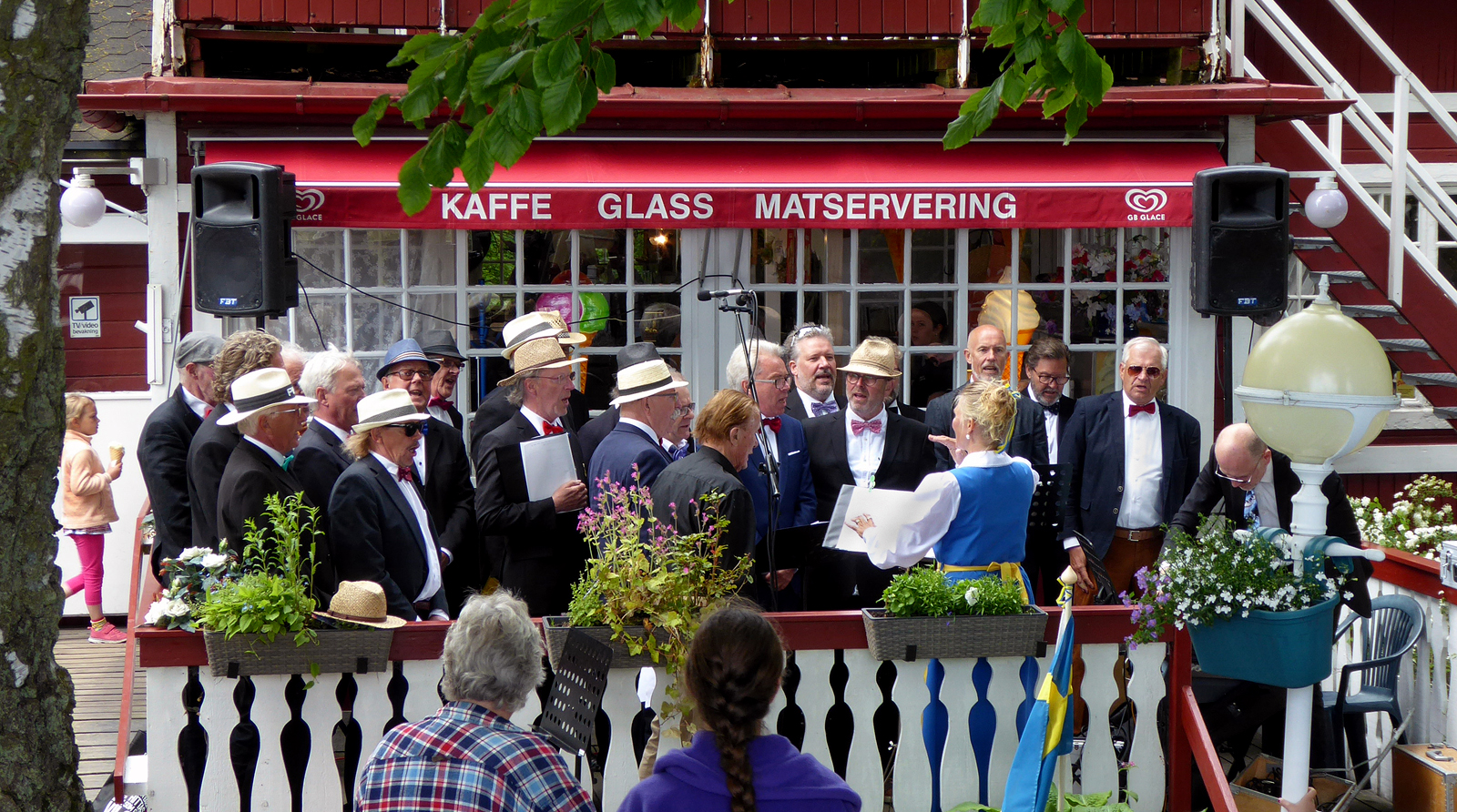
Grevlunda Manskör uppträder på Fritidsbaren i Ystad 6 juni 2017.

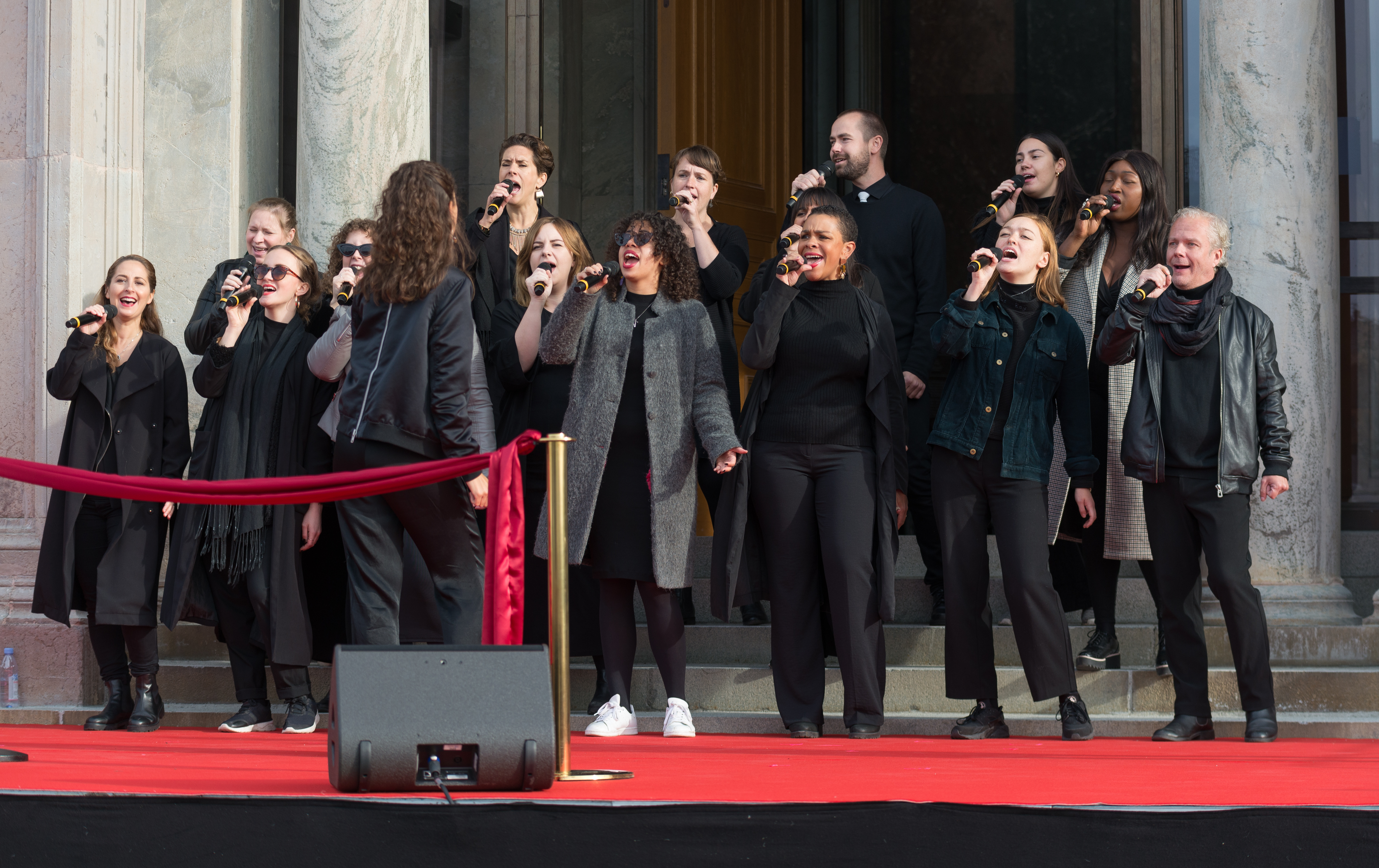
Tensta Gospel Choir uppträder i samband med nyinvigningen av Nationalmuseum 2018.

Kör, av franska chœur 'kör(sång)' av latinets chorus 'platsen för sångarna i kyrkan' (jämför kor) av grekiska choros (χορός) 'dans', 'sång- och danstrupp', är en en- eller flerstämmig ensemble med flera sångare i varje stämma. Ordet kör eller körverk kan också syfta på den musik som framförs av kören och även refrängen i en visa kan kallas kör, eller chorus, då den är avsedd att sjungas av alla.
Körmusik kallas ofta musik som också innehåller mer eller mindre självständiga instrumentalstämmor eller orkester, men där kören, och därmed den sjungna texten, har en framträdande roll. Körmusik utan instrument benämns a cappella. En kör kan också ha en ackompanjerande funktion tillsammans med sång- eller instrumentalsolister.
En person som sjunger i en kör kallas vanligtvis korist.
Enskilda sångare kan inom populärmusik kallas kör eller "körare" då de sjunger unisont med en sångsolist eller sjunger en stämma till den melodi en solist sjunger. Detta kallas "att köra" (uttalat med hårt k), och är vanligt i refrängerna.

## Stämmor
Inom körmusik förekommer i huvudsak följande stämmor: sopran och alt (damstämmor), tenor och bas (herrstämmor), ofta förkortat S, A, T och B.
Inom harmoniläran utgår man från fyrstämmig sats även för andra besättningar än blandad kör.
I en del körverk kan en stämma vara uppdelad i flera delstämmor enligt mönstret Sopran 1, Sopran 2 etcetera, men även beteckningar annars använda för solosång och opera såsom baryton och mezzosopran kan förekomma. Inom framför allt brittisk 1500- och 1600-talsmusik förekommer körmusik för stämmor som inkluderar kontratenor (på engelska countertenor). Det finns även mer moderna exempel där denna stämma används, men det hör till undantagen.
Ett av de mest kända mångstämmiga körverken är Thomas Tallis Spem in alium för 40 stämmor.

## Typer
Det finns olika körtyper. Vilken sorts benämning kören använder kan ha att göra med vilka stämmor kören består av, sångarnas kön och/eller ålder, vilken typ av musik man sjunger, körens storlek eller om man tillhör en gemensam social gruppering.

### Körtyper indelade efter sångarnas kön och ålder
- Barnkör, en kör med barn, oftast i åldern 6-12 år.
- Flickkör, oftast två eller trestämmig
- Gosskör, kör där sopran- och altstämmorna sjungs av pojkar, som ännu inte nått målbrottet
- Damkör
- Manskör
- Blandad kör eller blandkör, kör med kvinnliga och manliga sångare, består vanligen av fyra stämmor: bas, tenor, alt och sopran, men kan också vara trestämmig: baryton, alt och sopran.
- Unison kör, kör där alla sjunger samma stämma, eventuellt i olika oktaver

### Körtyper efter sammanhang
- Kyrkokör, kör som huvudsakligen medverkar i gudstjänster
- Profan kör, kör som inte har någon formell anknytning till något religiöst samfund
- Kammarkör
- Studentkör
- Operakör

En helt annan typ av körer finns i vissa strängmusikinstrument, där man ökar tonstyrkan genom att bygga instrument där varje ton alstras av flera samstämda parallella strängar. Gruppen av två eller tre samstämda strängar kallas en kör. I ett sådant instrument, till exempel ett piano, finns det många körer. Längst upp i diskanten tre strängar i varje kör, i mellanregistret två strängar. I basregistret räcker en sträng för att ge erforderlig tonstyrka, så där saknas körer.

## Organisationer
Körsång är sedan mer än hundra år en stor folkrörelse i Sverige, och närmare 600 000 personer beräknas sjunga i olika typer av körer. Flera rikstäckande körförbund organiserar körerna, och de i sin tur sluts samman i Körsam, som fungerar som ett gemensamt ansikte mot myndigheter och internationellt.
- Sveriges Kyrkosångsförbund – Sveriges största körförbund med över 80 000 medlemmar. Organiserar kyrkokörer inom Svenska Kyrkan
- Sveriges Körförbund - Organiserar i huvudsak profana körer. C:a 15 000 medlemmar (2006).
- UNGiKÖR Sveriges barn- och ungdomskörförbund med drygt 5 000 medlemmar.